# Anaplasma phagocytophilum
Anaplasma phagocytophilum (преди това известна като Ehrlichia phagocytophilum) е грам-негативна бактерия, която притежава тропизъм към неутрофилните гранулоцити. Пренася се с кърлежи и предизвиква заболяването Човешка гранулоцитна анаплазмоза.